# Пјесма од растанка
„Пјесма од растанка” је југословенски ТВ филм из 1979. године. Режирао га је Даниел Марушић а сценарио је написао Иван Кушан по делу Иве Војновића.

## Улоге
| Глумац            | Улога |
| ----------------- | ----- |
| Карло Булић       |       |
| Хелена Буљан      |       |
| Изет Хајдархоџић  |       |
| Бисерка Ипса      |       |
| Тонко Лонза       |       |
| Мише Мартиновић   |       |
| Божидар Орешковић |       |
| Влатко Перковић   |       |
| Крунослав Шарић   |       |
| Хелена Буљан      |       |